# ۵۶۲ (خورشیدی)
۵۶۲ پانصد و شصت و دومین سال هجری خورشیدی است.

## رویدادها
یکی از بزرگترین رویداد های این سال در ایران و در خراسان جنوبی بدنیا آمدن حکیم بزرگ قرن ششم شمسی خواجه هموریان هست.
ایشان یکی از بزرگان موسیقی سنتی در خراسان بوده اند که کمتر نامشان شنیده شده است.